# Haliplus fluviatilis
Haliplus fluviatilis es una especie de escarabajo acuático del género Haliplus, familia Haliplidae. Fue descrita científicamente por Aubé en 1836.
Esta especie habita en Países Bajos, Gran Bretaña e Irlanda del Norte, Alemania, Bélgica, Francia, Estonia, Suecia, Dinamarca, Luxemburgo, Polonia, Austria, Irlanda, Ucrania, Federación Rusa, Bielorrusia, Finlandia, Chequia, Hungría, Noruega y Letonia.